# Megalomyrmex symmetochus
Megalomyrmex symmetochus (Wheeler, 1925) è una formica appartenente alla sottofamiglia Myrmicinae. Questa specie è presente e quindi parassita circa l'80% dei nidi della Sericomyrmex amabilis.
Secondo uno studio dell'università di Copenhagen, insediandosi all'interno dei giardini di coltivazione dei funghi della specie ospite si viene a creare un beneficio per entrambe le specie. I ricercatori danesi hanno infatti dimostrato che le colonie parassitate dalla Megalomyrmex sono protette da attacchi di altre specie sterminatrici. In questo modo la Megalomyrmex si comporta quasi come una casta guerriera o come dei mercenari ben armati assoldati dagli indifesi coltivatori.

## Descrizione
È una formica di colore rossastro, la lunghezza varia dai 3 ai 3,5 mm per le operaie, le regine sono intorno ai 4 mm mentre i maschi intorno ai 3 mm.

## Biologia

### Alimentazione
L'alimentazione preferenziale della M. symmetochus  è costituita dalle sostanze proteiche che ricava dai funghi che coltivano altre specie e dalle larve della specie ospite.

## Distribuzione e habitat
Sono state identificate in America centrale, più precisamente a Panama. È stata trovata all'interno dei nidi di altre specie, come la coltivatrice di funghi Sericomyrmex amabilis.